# Hoplia equina
Hoplia equina är en skalbaggsart som beskrevs av Leconte 1880. Hoplia equina ingår i släktet Hoplia och familjen Melolonthidae. Inga underarter finns listade i Catalogue of Life.